# Bacino di Čeboksary
Il bacino di Čeboksary in russo Чебоксарское водохранилище?, Čeboksarskoe vodochranilišče) è un lago artificiale della Russia europea, formato nel medio corso del fiume Volga dalla diga della centrale idroelettrica di Čeboksary (Чебоксарская ГЭС), situata nella città di Novočeboksarsk e completata fra il 1980 e il 1982.
Il bacino si estende nel territorio della Repubblica dei Mari, dell'oblast' di Niznij Novgorod e della Repubblica Ciuvascia per 2 182 km². Ha una profondità massima di 21 m, media di 4,2 m e si allunga secondo la direzione del fiume per 294 km a monte della diga, raggiungendo una larghezza massima di 10 km.
Sfociano nel bacino i fiumi Kerženec, Sura, Vetluga e Rutka. Sorgono sulle sue rive alcune importanti città della zona come Koz'modem'jansk e Čeboksary.